# Панин, Василий Иванович
Васи́лий Ива́нович Па́нин (род. 15 сентября 1934) — советский военно-морской деятель, адмирал (1989).

## Биография
Родился в селе Боровое (ныне Усманский район Липецкой области). В 1952—1955 годах обучался в Выборгском училище морской пехоты.
В 1955 году начал военную службу на Камчатке, лейтенант, командир взвода морской пехоты. Также в это время пропагандировал комсомол, являлся секретарём комсомольской организации, помощник начальника политотдела флотилии по комсомолу. В 1962—1966 годах слушатель Военно-политической академии имени В. И. Ленина. В 1966—1970 на Тихоокеанском флоте помощник по политчасти командира дизельной, а затем — атомной подводных лодок. В 1970—1974 годах стал заместителем начальника политотдела, позже — начальник политотдела соединения подводных лодок.
В 1974—1977 годах Панин — начальник отдела организационно-партийной работы политуправления Тихоокеанского флота. С 1977 по 1982 годы — в аппарате ЦК КПСС, ответственный работник военного отдела по Военно-Морскому флоту. С 1982 года — в Камчатской флотилии, член Военного совета — начальник политотдела, контр-адмирал.
С 1985 года — первый заместитель начальника Политуправления ВМФ. В 1986 году окончил Военную академию Генерального штаба, тогда же ему присвоено звание вице-адмирал. В 1987 году назначен членом Военного совета — начальником Политуправления ВМФ СССР.
Адмирал (1989). С 1991 года — член Военного совета, начальник Военно-политического управления ВМФ — 1-й заместитель Главнокомандующего ВМФ СССР. С 1992 года — в запасе, ведёт общественную работу.
Член ЦК КПСС (1990—1991).
В 1989 году Газетой «Известия» № 203 от 22.07.1989 года деятельности адмирала В. Панина как начальника Политуправления ВМФ, начальника Политуправления Балтфлота вице-адмирала А. Корниенко, корреспондента «Страж Балтики» капитана 3го ранга Вербицкого была посвящена обширная статья «Герой и время. Ещё раз о чести мундира, чести флота и Александре Маринеско». В данной статье приводится история борьбы Газеты «Известия» за сохранение честного имени знаменитого Героя СССР, капитана-подводника А. Маринеско, за сохранение признания подвига находившегося под его командованием экипажа подводной лодки С-13 по затоплению «В. Густлова» против чего (то есть за принижение значимости подвига и за нелицеприятную оценку личности А. Маринеско) выступали указанные работники политорганов и корреспондент «Стража Балтики».
Председатель правления Всероссийского фонда традиций и реликвий отечественного флота «Морское кумпанство».